# Moment en koppel
Er is een theoretisch verband tussen de begrippen moment en koppel. Door de verschillende disciplines waarin die begrippen gebruikt worden, is er ook een grote verwarring mogelijk.

## Moment van een kracht ten opzichte van een punt
Het moment {\displaystyle {\vec {M}}} van een kracht {\displaystyle {\vec {F}}} ten opzichte van een punt, soms moment van een kracht om een punt genoemd, is het vectorieel product van de plaatsvector {\displaystyle {\vec {r}}} van het aangrijpingspunt van de kracht, met het punt als oorsprong, en de kracht zelf.
{\displaystyle {\vec {M}}={\vec {r}}\times {\vec {F}}}
De grootte van het moment is de grootte van de kracht maal de afstand {\displaystyle d} tussen het punt en de werklijn van de kracht ({\displaystyle M=F\cdot d}). In sommige omstandigheden afgekort tot 'moment'.

## Moment van een kracht ten opzichte van een as

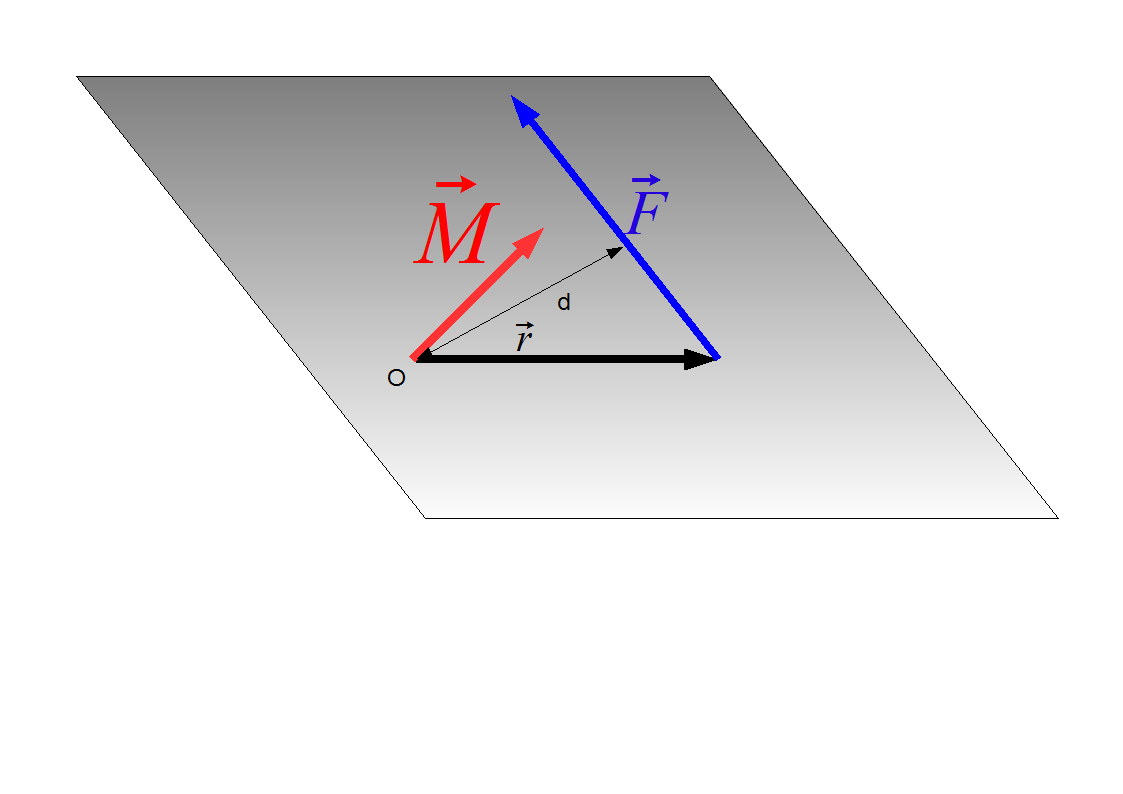
Moment van een kracht ten opzichte van een punt

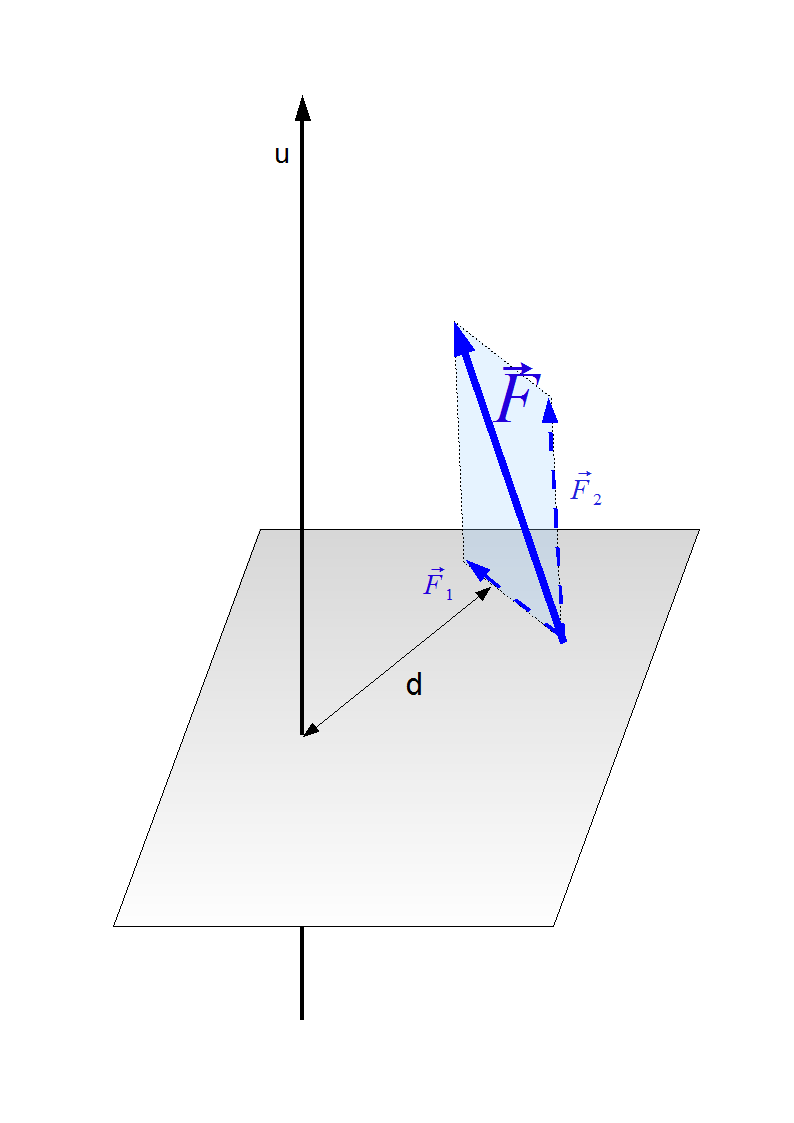
Moment van een kracht ten opzichte van een as.

Het moment van een kracht ten opzichte van een as, soms moment van een kracht om een as genoemd, is het moment van de projectie van de kracht op een vlak loodrecht op de as, ten opzichte van het snijpunt van de as met dat vlak.
De grootte van het moment is het product van de genoemde projectie en de afstand tussen de as en die projectie. In veel gevallen zal de as een rotatieas zijn en zullen andere componenten geen rol spelen, ze worden dan ook niet vernoemd. In die gevallen spreekt men dan ook gewoon van 'moment'. In de figuur is {\displaystyle M_{u}=F_{1}d}

## Moment van meerdere krachten (zowel ten opzichte van een punt als ten opzichte van een as)
Het moment van meerdere krachten is eenvoudigweg de som (vectorieel of algebraïsch) van de afzonderlijke momenten. Het resulterende moment is ook het moment van de resultante (indien ze bestaat) van de krachten. In sommige omstandigheden afgekort tot “moment”.
Het moment van meerdere krachten ten opzichte van een as, wordt onder andere gebruikt om te bepalen of een star lichaam al dan niet kantelt.

## Koppel

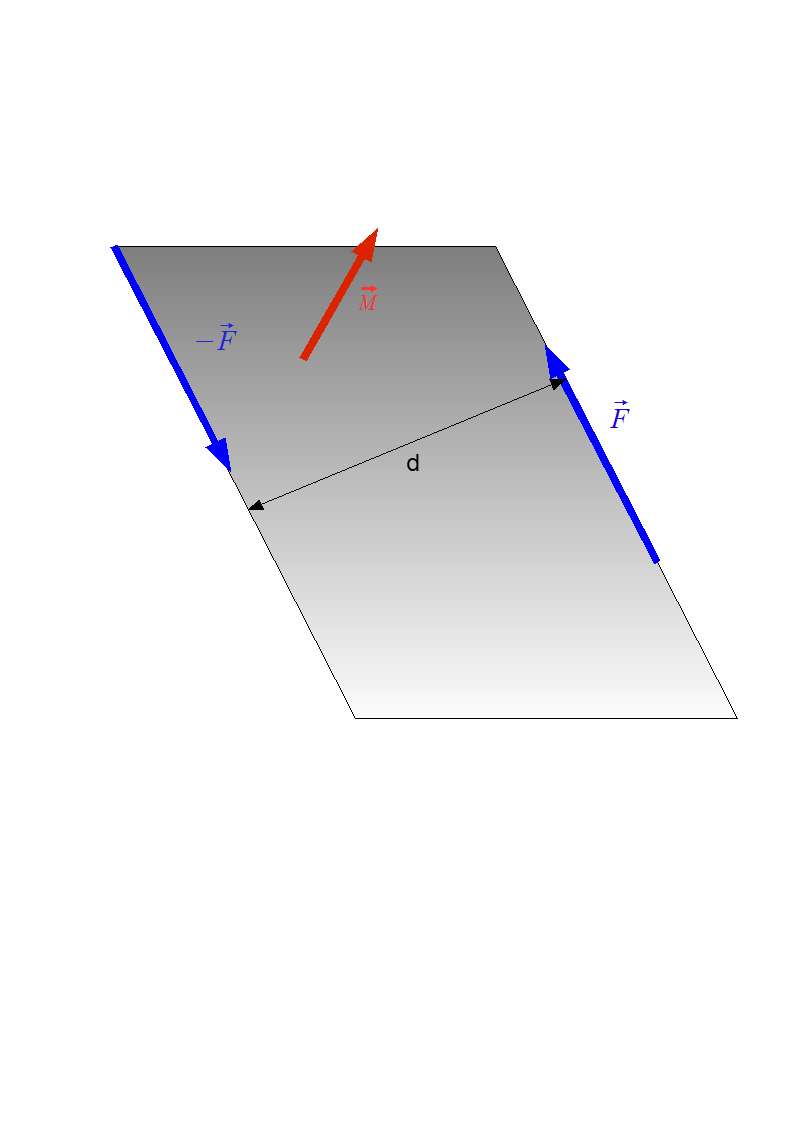
Koppel

Twee krachten met evenwijdige werklijnen, die tegengesteld, maar even groot zijn, vormen een koppel.

## Koppelmoment
De som van de momenten van beide krachten ten opzichte van een punt, wordt het moment van het koppel of koppelmoment genoemd. Dit koppelmoment is onafhankelijk van de keuze van dit punt. Het is dus ook het moment van een van de krachten om een punt van de werklijn van de andere. De grootte van dit moment is de grootte van de kracht maal de afstand tussen beide werklijnen. Koppels die op hetzelfde starre lichaam werken, zijn gelijkwaardig indien ze hetzelfde moment hebben.
Het effect van meerdere koppels is een koppelmoment dat de som is van de momenten van de afzonderlijke koppels.

## Opmerkingen

### Opmerking 1
Voor veel toepassingen speelt enkel het moment een rol, zodat er in die gevallen van moment (soms zelfs van  koppel) gesproken wordt, zonder zich af te vragen wat de oorsprong ervan is (een koppel, koppels, een kracht, krachten) en er meer de nadruk op het resultaat gelegd wordt, bijvoorbeeld:
- Buigend moment: resultaat is de buiging
- Wringend moment: resultaat is wringing

### Opmerking 2
In veel disciplines heeft men slechts een of enkele van de vorige begrippen nodig, waardoor er dan ook geen onderscheid gemaakt wordt en gewoon van "moment" of "koppel" gesproken wordt. Die begrippen worden dus in allerlei betekenissen gebruikt, dit naargelang de omstandigheden, en het vakgebied.